# Ñawpa Pacha
Ñawpa Pacha, Revista de Arqueología Andina es una revista académica bianual revisada publicada por Taylor & Francis en nombre del Institute of Andean Studies (Berkeley, California). Ñawpa Pacha significa "antigüedad" en la lengua Quechua. Fue establecida por John Howland Rowe en 1963.

## Alcance
Los artículos publicados en Ñawpa Pacha cubren temas relacionados con la arqueología, historia, lingüística, etnología y biología de culturas antiguas de los Andes de América del Sur.

## Indexación
La revista está indexada en:
- IBZ Online[4]
- Antropological Literature
- Hispanic American Periodicals Index[5]
- JournalTOCs
- Norsk senter for forskningsdata[6]
- Latindex[7][8][9]